# Acanthocyclops muscicola
Acanthocyclops muscicola – gatunek widłonoga z rodziny Cyclopidae. Opisał go w 1924 roku radziecki hydrobiolog D.A. Łastoczkin, nadając mu nazwę Cyclops muscicola. 